# Trăstikovo, Burgas
Trăstikovo (în bulgară Тръстиково) este un sat în comuna Kameno, regiunea Burgas,  Bulgaria. 

## Demografie
Componența etnică a satului Trăstikovo
     Bulgari (94,85%)
     Nicio identificare (1,54%)
     Altele (3,59%)
La recensământul din 2011, populația satului Trăstikovo era de 389 locuitori. Din punct de vedere etnic, majoritatea locuitorilor (94,85%) erau bulgari. Pentru 1,54% din locuitori nu este cunoscută apartenența etnică.